# 法格內斯

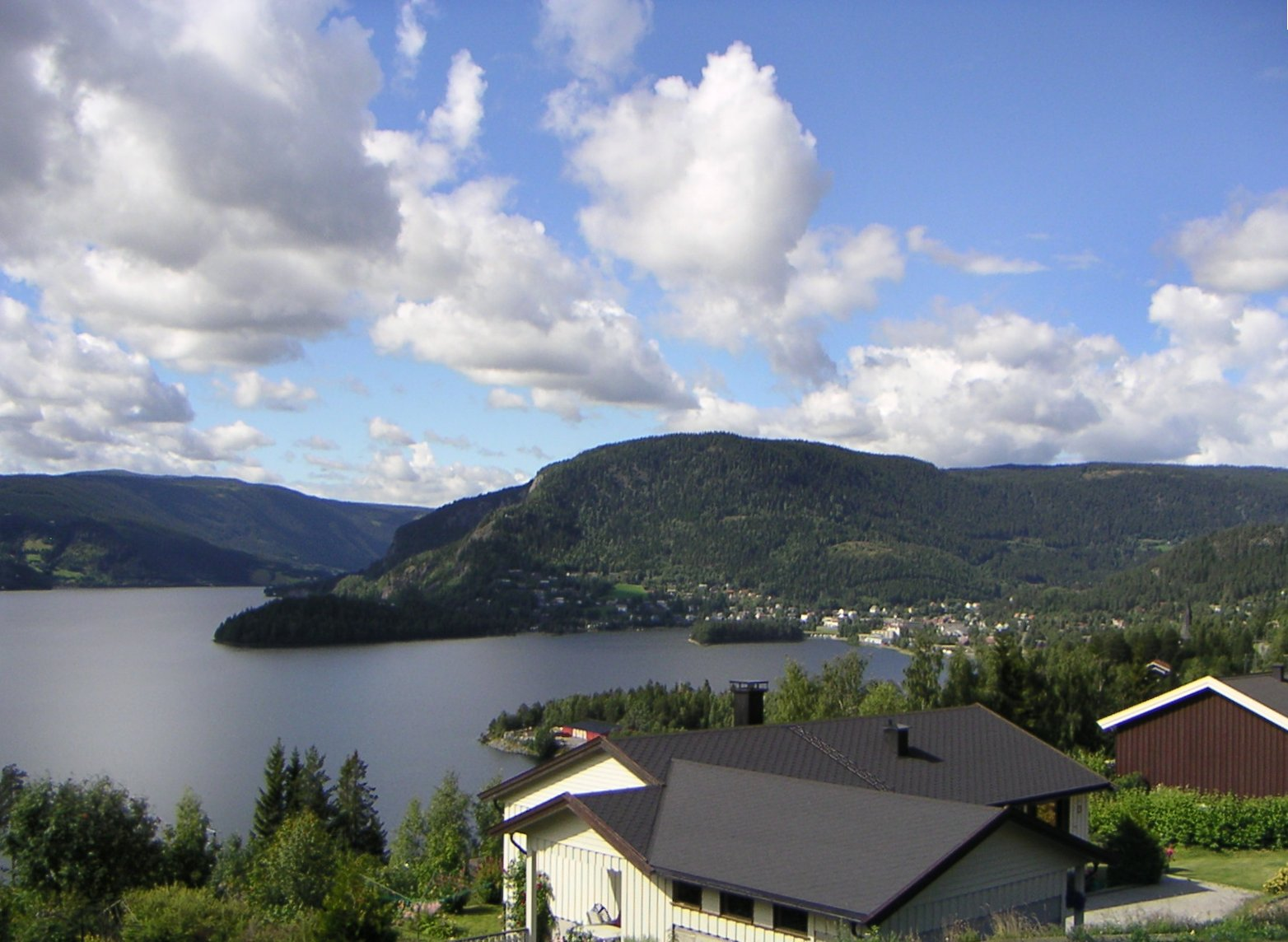

法格內斯是挪威的城鎮，由奧普蘭郡負責管轄，位於該國南部，距離首都奧斯陸約200公里，始建於1857年，面積2.36平方公里，是重要的旅遊中心，2011年人口1,801。

## 外部連結
- Fagernes in pictures （页面存档备份，存于）
- Fagernes Webcam （页面存档备份，存于）
- Fagernes tourist office （页面存档备份，存于）

60°59′6″N 9°13′50″E / 60.98500°N 9.23056°E